# Михайлов, Александр Сергеевич (архитектор)
Александр Сергеевич Михайлов (21 ноября 1923, Данилов, Ярославская губерния — 26 августа 2008, Новосибирск) — советский и российский архитектор, член Союза архитекторов СССР (РСФСР, России), лауреат государственных премий РСФСР (1961) и Совмина СССР (1972). Заслуженный архитектор России.

## Биография
Родился 21 ноября 1923 года в Данилове Ярославской губернии. После окончания в 1951 году Московского архитектурного института (по специальности «архитектура») командирован в Московский проектный институт (предприятие п/я 2511), который находился в ведении Министерства среднего машиностроения СССР. В 1956 году направлен в Новосибирск, где был создан Сибирский филиал этой организации, и работал как руководитель и главный архитектор проекта.
В 1957 году перешёл работать в «Новосибпроект» (руководитель архитектурно-планировочной мастерской, главный архитектор по проекту Новосибирского научного центра). С 1959 года — главный архитектор «Сибакадемпроекта».
В 1971—1987 годах занимал должность главного архитектора Новосибирска; с 1987 по 1995 — директора ТПО «Новосибирск-архпроект».
Умер 26 августа 2008 года. Похоронен в Новосибирске на Заельцовском кладбище.

## Работы
В Новосибирске Михайлов был автором и соавтором таких проектов как микрорайон Красная горка (1951—1957), ансамбль Дворца культуры имени Горького (1952—1955), научный центр СО АН СССР (1957—1967), жилмассивы Снегири (1967—1978) и Челюскинский (1972—1986), комплекс проектного института по Красному проспекту (1976—1979), генплан Новосибирска (1983—1985), кукольный театр (1985—1995), 13—15-этажное жилое здание на Октябрьской улице (1998—1999), «Башкредитбанк» (Красный проспект).
В Иркутске архитектор работал над проектом местного научного центра СО АН СССР.

## Награды
В 1967 году был удостоен ордена Трудового Красного Знамени.